# Fleetwood Varley
Fleetwood Varley (n. 12 iulie 1862, Londra, Regatul Unit al Marii Britanii și Irlandei – d. 26 martie 1936, Londra, Anglia, Regatul Unit) a fost un trăgător de tir ce a reprezentat Regatul Unit al Marii Britanii și al Irlandei de Nord, medaliat olimpic. A participat la 2 ediții ale Jocurilor Olimpice (1908, 1912) în care a câștigat o medalie de argint.